# Юбер П'єрло
Юбер Марі Ежен, граф П'єрло (23 грудня 1883 , Bertrixd, Валлонія  — 13 грудня 1963 , Уккел ) — бельгійський валлонський політичний діяч, прем'єр-міністр країни у 1939–1945 роках (часи Другої світової війни та німецької окупації Бельгії).

## Біографія
Став депутатом Палати представників 1925 року, потім — сенатором від провінції Люксембург (1926–1936) та від Арлона (1936⁣ — ⁣1946). Також очолював міністерство внутрішніх справ (1934⁣ — ⁣1935), міністерство сільського господарства (1934–1935; 1936-1939), а також міністерство закордонних справ (1939).
Під час війни та німецької окупації у П'єрло виник серйозний конфлікт із королем Леопольдом III.
Невдовзі П'єрло виїхав до Лондона, де очолив уряд Бельгії в екзилі до самого завершення війни.